# Герцог де Кадавал
Герцог де Кадавал (Duque de Cadaval) — старший по времени создания герцогский титул королевства Португалия (из числа существующих). Принадлежит младшей ветви королевского дома Браганса, называемой А́лвареш Перейра де Мелу (Álvares Pereira de Melo). Традиционная резиденция — старинный дворец в центре города Эвора.

## Герцоги де Кадавал
Родоначальник рода А́лвареш — Алвару де Мелу, сеньор Тентугала и Кадавала (ок. 1439—1504), младший сын 2-го герцога де Браганса. От старшего брата Алвару по прямой мужской линии происходит король Жуан IV Восстановитель, который в 1645 г. пожаловал главу рода Алварешей, маркиза де Феррейра и графа де Тентугал, владевшего Феррейрой и Тентугалом, наследственным титулом герцога де Кадавал.
Дo XIX века герцоги де Кадавал много времени проводили во Франции, где были допущены в избранный круг версальских аристократов. Жёнами первых двух герцогов были принцессы Лотарингского дома (из Гизов), а пятый герцог был женат на дочери последнего герцога Шатийона.
Жайм III Алвареш Перейра де Мелу (21 января 1913 — 31 июля 2001), 10-й герцог де Кадавал от двух браков имел 4 дочерей. За решением вопроса о наследстве Кадавалов старшие дочери от обоих браков, Розалинда и Диана, обратились в суд. Победителем в споре вышла младшая дочь Диана (в её пользу сыграло то, что родители в своё время обвенчались в церкви).
Дон Дуарте Пиу, герцог Браганса, действующий глава королевского дома Браганса и руководитель Совета португальской знати, признал Диану Альвареш Перейру де Мелу 11-й герцогиней Кадавал. Он пожаловал её старшей сводной сестре Розалинде новый титул герцогини Кадавал-Эрмеш, так как она вышла замуж за Юбера Герран-Эрмеса, наследника Hermès.
В 2008 году в Эворском соборе Диана обвенчалась с другим Капетингом — герцогом Шарлем-Филиппом Анжуйским, внуком графа Парижского, умершего в 1999 году. В 2012 году у них родилась дочь Изабелла.

## Другие линии

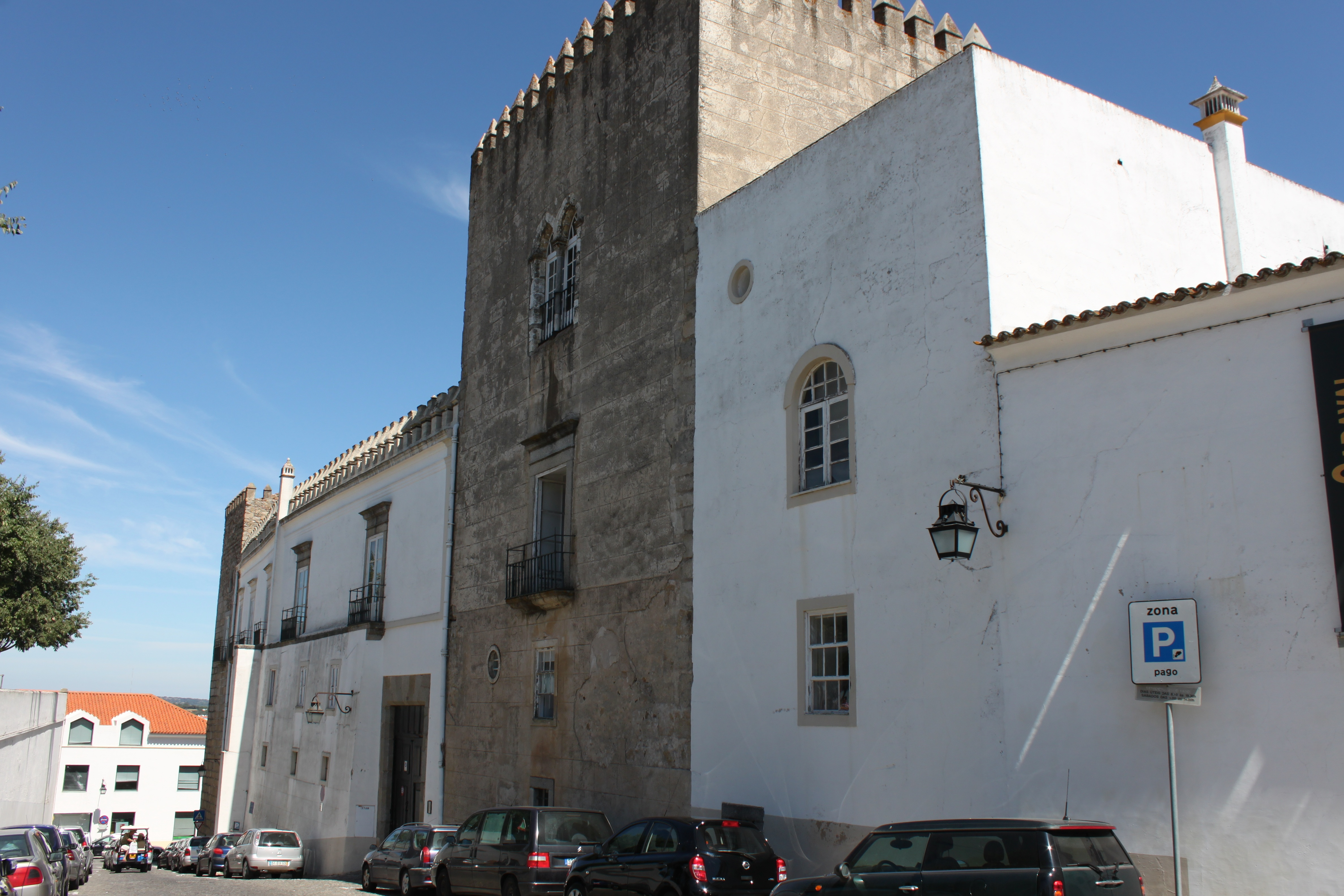
Дворец герцогов де Кадавал в Эворе

Во время португальских междоусобиц конца XV века Алвару де Мелу бежал ко двору католических королей в Мадриде. Его старший сын, родоначальник герцогов де Кадавал, женился на дочери и наследнице адмирала Алмейды, в то время как младший, граф Хельвес, в 1531 году взял в жёны дочь Диего Колона и остался жить в Испании. Их потомки унаследовали титулы сына Колумба — такие, как герцог Верагуа и маркиз Ямайки. С начала XVII века они прибавили имя Колумба к своей фамилии и стали именовать себя «Колон де Португал» («Колумбы-Португальские»). Последний из них, вице-король Сардинии и Наварры, умер в 1733 году.
От брака дочери Алвару де Мелу с герцогом Коимбрским, младшим сыном Жуана II, происходят герцоги Авейру и Абрантеш. Последний представитель этой линии, герцог Линарес, патриарх Индии, умер в 1733 году. Младшая же (графская) ветвь продолжается до нашего времени.
1. Нуну Алвареш Перейра де Мелу (4 ноября 1638 — 29 января 1725), 1-й герцог де Кадавал (с 1645)
2. Луиш Амбозиу Алвареш де Мелу (7 декабря 1679 — 13 ноября 1700), 2-й герцог де Кадавал
3. Жайме Алвареш Перейра де Мелу (1 сентября 1684 — 29 мая 1749), 3-й герцог де Кадавал
4. Нуну Каэтану Алвареш Перейра де Мелу (17 ноября 1741 — 17 сентября 1771), 4-й герцог де Кадавал
5. Мигел Каэтану Алвареш Перейра де Мелу (6 февраля 1765 — 14 марта 1808), 5-й герцог де Кадавал
6. Нуну Каэтану Алвареш Перейра де Мелу (7 апреля 1799 — 14 февраля 1837), 6-й герцог де Кадавал
7. Мария Пиедаде Алвареш Перейра де Мелу (29 апреля 1827 — 14 сентября 1898), 7-я герцогиня де Кадавал
8. Жайме II Сежижмунду Алвареш Перейра де Мелу (22 декабря 1844 — 26 июня 1913), 8-й герцог де Кадавал
9. Нуну Мария Жозе Каэтану Алвареш Перейра де Мелу (29 февраля 1888 — 15 февраля 1935), 9-й герцог де Кадавал
10. Жайме Алвареш Перейра де Мелу (21 января 1913 — 31 июля 2001), 10-й герцог Кадавал
11. Диана Алвареш Перейра де Мелу (род. 25 июля 1978), 11-я герцогиня Кадавал (с 2001 года)